# Deroplia floccifera
Deroplia floccifera är en skalbaggsart som först beskrevs av Hermann Julius Kolbe 1894.  Deroplia floccifera ingår i släktet Deroplia och familjen långhorningar.
Artens utbredningsområde är Kenya. Inga underarter finns listade i Catalogue of Life.